# Iván Menczel
Iván Menczel, född 14 december 1941 i Karancsalja, död 26 november 2011 i Salgótarján, var en ungersk fotbollsspelare.
Menczel blev olympisk guldmedaljör i fotboll vid sommarspelen 1968 i Mexico City.